# Holochilus
Holochilus és un gènere de rosegador de la família dels cricètids. Està integrat per quatre espècies vivents, que habiten zones humides del nord, centre i centre-sud de Sud-amèrica.

## Taxonomia
Aquest gènere fou descrit l'any 1835 pel zoòleg i naturalista alemany Johann Friedrich von Brandt, com a subgènere de Mus.
La seva espècie tipus és Holochilus sciureus Wagner, 1842; que fou assignada l'any 1999 per designació posterior per a continuar l'ús tradicional que es feia del gènere identificant-hi sigmodontins miomòrfids. Segons R. Voss i N. Abramson, els autors de la proposta, l'espècie tipus Mus (Holochilus) leucogaster Brandt, 1835 manca d'exemplar tipus i es basa en realitat en un espècimen de Trinomys.
Taxonòmicament, la inclusió de Holochilus al grup dels orizominis és sostinguda per amples estudis, cladístics, morfològics, cariològics i de característiques moleculars.
Tradicionalment en aquest gènere s'incloïa l'espècie fòssil Holochilus primigenus coneguda des del Plistocè mitjà de Bolívia. En el moment de descriure-la l'any 1996, Scott Steppan la considerà possiblement el tàxon ancestral dels Holochilus vivents. Tanmateix, descobriments posteriors determinaren que calia separar aquest tàxon de Holochilus i incloure'l en un gènere monotípic com a Reigomys primigenus.

### Subdivisió
La taxonomia dels Holochilus vivents encara presenta nombrosos interrogants. Basant-se en diferències en la morfologia craniodental, se'n reconeixen almenys quatre morfotipus, que són assimilables a les formes nominals de les quatre espècies.
Seguint aquest esquema, aquest gènere es compon de quatre espècies vivents:
- Holochilus brasiliensis (Desmarest, 1819)[10]
- Holochilus chacarius Thomas, 1906
- Holochilus sciureus Wagner, 1842
- Holochilus lagigliai Pardiñas et al., 2013[11]

## Hàbitat i distribució
Les seves espècies es distribueixen des de les Guaianes, Veneçuela, Colòmbia, l'est de l'Equador i el Perú, Bolívia, el Paraguai, gran part del Brasil i de l'Uruguai, i el nord-est de l'Argentina fins al sud de la província de Buenos Aires i el curs mitjà del riu Atuel al departament San Rafael (província de Mendoza), a la mateixa república.
Es tracta de formes de costums amfibis que viuen a climes des de tropicals fins a temperats. Habiten masses d'aigua dolça, lòtics o lèntics, amb abundant vegetació palustre.